# Ludolph von Beckedorff
Georg Philipp Ludolph Beckedorff (ab 1840 von Beckedorff, auch Georg Philipp Ludwig von Beckedorff; * 14. April 1778 in Hannover; † 27. Februar 1858 auf Grünhof, Kreis Regenwalde) war ein preußischer konservativer Publizist, Pädagoge, Ministerialbeamter und Gutsbesitzer.

## Leben
Beckedorff wurde als Sohn eines Schreibers in einfachen Verhältnisse geboren. Nach dem Studium der Theologie und Medizin an den Universitäten Jena und Göttingen und der Promotion 1799 arbeitete er als Arzt. In Berlin trat er in die Deutsche Tischgesellschaft ein, vor der er am 18. Juni 1811 eine Abschiedsrede hielt, in der er offen antisemitisch auftrat: „Wir führen Krieg gegen die Juden, gegen ein Gezücht, welches mit wunderbarer Frechheit ... sich in den Staat, in die Wissenschaft, in die Kunst, in die Gesellschaft ... einzuschleichen, einzudrängen und einzuwängen bemüht ist.“ Er forderte die Verbannung der Juden. Von 1811 bis 1818 war er Erzieher des Erbprinzen von Anhalt-Bernburg, Alexander Carl, in Ballenstedt.
Bekannt wurde er als Publizist durch seinen „Aufruf an die deutsche Jugend über der Leiche des ermordeten Kotzebue“ 1819. Zum Süvernschen Schulgesetzentwurf von 1819 verfasste er 1821 eine Gegenschrift. Der preußische König Friedrich Wilhelm III. berief ihn zum Aufseher über die öffentliche Volksschule im Kultusministerium. Er war der konservative Gegenspieler zu den liberalen Schulreformern in der Nachfolge Wilhelm von Humboldts, denen er vorwarf, zu sehr den Gleichheitsgrundsatz in der Bildung zu befolgen. Stattdessen beharrte er auf der unterschiedlichen Bildung der sozialen Schichten und Berufsstände und wurde so zum Ahnherrn des gegliederten Schulwesens und der volkstümlichen Volksschule mit konfessioneller Prägung. Der staatliche Erziehungsauftrag habe seine Grenzen an den Rechten der Kirchen und am Erziehungsrecht der Eltern. Auch sei die Verschiedenheit der Provinzen zu beachten, die in Preußen von der Rheinprovinz bis zu den östlichen Provinzen zu sehr unterschiedlichem Schulbesuch führte. 1825 wurde er Regierungsbevollmächtigter bei der Universität Berlin.
Seine konservativen Neigungen bewirkten seine Konversion zum Katholizismus 1827. Deshalb musste er die öffentlichen Ämter in Berlin aufgeben und erwarb das Landgut Grünhof im Kreis Regenwalde in Pommern, auf das er sich zurückzog.
Der Geheime Oberregierungsrat und Ritter des Guelphen-Ordens wurde 1840 durch den neuen König Friedrich Wilhelm IV. rehabilitiert und in den Adelsstand erhoben. Der König ernannte ihn 1842 zum Präsidenten des neuen preußischen Landesökonomiekollegiums. Beckedorff schuf in Grünhof ein Zentrum des Katholizismus in Pommern. Im Februar 1849 wurde er für den Wahlkreis Münster in das Preußische Abgeordnetenhaus gewählt.
Beckedorffs Sohn Friedrich von Beckedorff (* 1818; † 1893) wurde Offizier in der preußischen Armee und stieg bis zum Generalleutnant auf.

## Zitate
Vor allen Dingen aber, möchte der Geist, welcher der niederen arbeitenden Klassen sich bemeistert, und die täglich wachsende Ausartung des Gesindeverhältnisses sehr wenig zur Empfehlung einer Erziehungsweise beitragen, welche von dem Grundsatz einer gleichartigen, allgemeinen menschlichen Ausbildung der gesamten Nation ausgeht, und denselben sogar zwangsweise in Anwendung bringen soll, dadurch aber unfehlbar nur eine Gleichheit der Forderungen und Ansprüche hervorbringen und jene unentbehrlichen Unterordnungen in den geselligen Verhältnissen, ohne welche keine menschliche Vereinigung bestehen kann, in höchstem Grade erschweren und verwirren, ja endlich aufheben und zerstören müsste.
Die Schule soll Gott und seinen Willen kennen, und soviel wie möglich lieben, ehren und gehorchen lernen.

## Schriften
- An die deutsche Jugend. Ueber der Leiche des ermordeten August von Kotzebue. Hannover 1819 (urn:nbn:de:bvb:12-bsb00048264-7).
- Jahrbücher des Preußischen Volksschulwesens. Berlin 1825–1829.
- Die katholische Wahrheit, Worte des Friedens. 4 Bände. 1840–1846.
- Gesammelte landwirthschaftliche Schriften. 2 Bände. Berlin 1849–1851.